# 市川村 (長野県)
市川村（いちかわむら）は長野県下高井郡にあった村。現在の野沢温泉村の北半にあたる。

## 地理
- 山：高倉山、水尾山
- 河川：千曲川

## 歴史
- 1889年（明治22年）4月1日 - 町村制の施行により、虫生村・七ヶ巻村・平林村・東大滝村の区域をもって発足。
- 1956年（昭和31年）9月30日 - 野沢温泉村と合併し、改めて野沢温泉村が発足。同日市川村廃止。

## 交通

### 道路
- 国道117号